# 三宅華也
三宅 華也（みやけ かや、1985年3月2日 - ）は、日本の女性声優。81プロデュース所属。東京都出身。

## 人物
東映アニメーション研究所声優科卒。
声種はメゾソプラノ。
初恋の人は『るろうに剣心』の主人公・緋村剣心。『うたわれるものらじお』にゲスト出演した際に、パーソナリティーであり事務所の先輩でもある柚木涼香にこの話をしたところ、非常に冷めた反応をされ「二次元が初恋じゃ駄目ですかーっ!?」と絶叫した。また、中学時代には『新世紀エヴァンゲリオン』の主人公・碇シンジにも恋心を抱いていたという。
スケジュールに空きがあれば共演者（過去の作品も含む）が出演するイベント観覧に行く事がしばしばあり、自らのブログでその楽屋に駆け付ける様子を記述する事もある。また、自身の代表作である『うたわれるもの』関係者の飲み会には高確率で出席している（これも自らのブログでしばしば取り上げている）。

## 出演
太字はメインキャラクター。

### テレビアニメ
2005年
- 戦国英雄伝説 新釈 眞田十勇士 The Animation（千代）
- デュエル・マスターズ チャージ（2005年 - 2010年、ネバー） - 2シリーズ（第2期+第6期）
- とっとこハム太郎（少女B）
- トリニティ・ブラッド（看護婦）
- ロックマンエグゼStream（メイドE）
- わがまま☆フェアリー ミルモでポン!（松竹親衛隊）

2006年
- ああっ女神さまっ それぞれの翼（女子学生）
- うたわれるもの（トウカ）
- Kanon（第2作）（女生徒）
- ガラスの仮面（不良）
- かりん（女性）
- きらりん☆レボリューション（さやか、女、少年）
- 彩雲国物語（妓女）
- 白い恋人（ホク）
- 絶体絶命でんぢゃらすじーさん
- ぜんまいざむらい（姫様 他）
- タクティカルロア（ターニャ・L・コジマ）
- パンプキン・シザーズ（ミレイユ）
- MAJOR 2nd season（ソフト部員）
- メルヘヴン（女性）
- REC（レポーター）

2007年
- Venus Versus Virus（ミカ）
- がくえんゆーとぴあ まなびストレート!（生徒）
- 銀魂（お咲）
- しゅごキャラ!（2007年 - 2010年、キセキ、とりまき） - 3シリーズ
- デルトラクエスト（グラ・ソン、アイダ 他）
- 桃華月憚（黒子、女子生徒、モ・モカ、他）
- ながされて藍蘭島（きつきつ）
- ぼくらの（香里、細川）

2008年
- 今日からマ王! 第3シリーズ（貴族の女性）
- スキップ・ビート!（良美）
- 絶対可憐チルドレン（2008年 - 2009年、黒木大、オペレーター、女生徒、生徒）
- のらみみ（マサル）
- バトルスピリッツ 少年突破バシン（2008年 - 2009年、J / ジャックナイト）
- 無限の住人（男の子）
- 夜桜四重奏 〜ヨザクラカルテット〜（町人）

2009年
- 犬夜叉 完結編（弦之介）
- うっかりペネロペ 第2シリーズ（ユリカ）
- ティアーズ・トゥ・ティアラ（男の子）
- BLEACH（阿近（少年））
- プリンセスラバー!（マリア＝ファン・ホッセン、元村奈津美、フェンシング部員、記者、アナウンサー）

2015年
- うたわれるもの 偽りの仮面（トウカ）

2022年
- うたわれるもの 二人の白皇（トウカ）

### OVA
- こはるびより（2007年、MW店長）
- OVA うたわれるもの（2009年、トウカ）

### 劇場アニメ
- 劇場版ポケットモンスター アドバンスジェネレーション ポケモンレンジャーと蒼海の王子 マナフィ（2006年、チョンチー）
- トップをねらえ!&トップをねらえ2! 合体劇場版!!（2006年、クラスメイト）
- 劇場版MAJOR メジャー 友情の一球（2008年、高倉布夫）

### ゲーム
2006年
- うたわれるもの 散りゆく者への子守唄（トウカ）
- メルヘヴン 忘却のクラヴィーア（フラット・ベー）

2007年
- アポクリトス-外典-（マグナ・ド・センチュリー）
- Routes PE（那須宗一〈幼少時〉）
- Routes PORTABLE（那須宗一〈幼少時〉）

2008年
- アルカナハート2（エルザ・ラ・コンティ）

2009年
- アルカナハート3（エルザ・ラ・コンティ）
- バトルスピリッツ 輝石の覇者（J）

2010年
- burst error -EVE The 1st.-（柴田茜）
- SANGOKU CHAOS 〜三国CHAOS〜（関興、凌統）
- .hack//Link（カール）

2011年
- AQUAPAZZA AQUAPLUS DREAM MATCH（トウカ）
- 機動戦士ガンダム オンライン（女性パイロット）

2015年
- うたわれるもの 偽りの仮面（トウカ）

2016年
- うたわれるもの 二人の白皇（トウカ）

2017年
- リトルウィッチアカデミア 時の魔法と七不思議（ラシュミ）

2020年
- うたわれるもの ロストフラグ（トウカ）

2021年
- うたわれるもの斬2（トウカ）

2022年
- 義賊探偵ノスリ（トウカ）

### ドラマCD
- うたわれるもの オリジナルドラマ 〜トゥスクルの皇后〜（2006年、トウカ）
- うたわれるもの オリジナルドラマ 〜トゥスクルの内乱〜（2006年、トウカ）
- 少年陰陽師 天孤編 第一巻 〜真紅の空を翔けあがれ〜（2006年、昭吉）
- うたわれるもの オリジナルドラマ 〜トゥスクルの財宝〜（2007年、トウカ）
- うたわれるもの オリジナルドラマCD番外編 魁!!うたわれ学園（2007年、トウカ）
- 桃華月憚 華劇草紙「恋」（2007年、護国寺鞠絵）
- 月夜のフロマージュ（2009年、みぅ）

### ラジオ
- うたわれるものらじお（第11回・第35回ゲスト）
- TOKYO→NIIGATA MUSIC CONVOY（2007年2月担当）

### ラジオドラマ
- VOMIC 青空エール（水島亜希）
- JAXA ぼくらの宇宙大冒険（あかつきくん）

### 吹き替え

#### 映画
- ラッキー・ガール

#### アニメ
- ティーン・タイタンズ（アージェント）

### ナレーション
- 7人制ラグビー女子日本代表 サクラセブンズ DocumentaryTV[13]（2016年）